# Brittia Films
 (février 2017).
Si vous disposez d'ouvrages ou d'articles de référence ou si vous connaissez des sites web de qualité traitant du thème abordé ici, merci de compléter l'article en donnant les références utiles à sa vérifiabilité et en les liant à la section « Notes et références ».
Brittia Films, est une ancienne société française de production de cinéma localisée en Bretagne et fondée par Herry Caouissin et Ronan Caouissin,.

## Productions

### Longs métrages
- Le Mystère du Folgoët (1952)   (avec Jarl Priel et la voix d'Andrée Clément, musique de Jef Le Penven). Salué à sa sortie comme un événement, le film a été vu par près d'un million de personnes, présenté par les producteurs au cours de tournées.
- Le Meilleur de ma jeunesse sur Théodore Botrel (1954) .
- La Lune de Landerneau (1954) fantaisie et humour.

### Courts métrages
- Côte de granit rose (musique de Paul Le Flem).
- Elorn
- Autour du Blavet
- Breiz magazine

### Romans-films
- Ys la disparue (1957)[3] pour Fillette Jeune fille